# Hodensack
Der Hodensack oder das Skrotum zählt zu den männlichen Geschlechtsorganen und ist ein Haut- und Muskelsack bei Säugetieren, der die Hoden, Nebenhoden, den Anfang des Samenleiters und das Ende des Samenstrangs enthält. Er befindet sich zwischen den Beinen, dem Penis und dem Damm. Beim Menschen ist der Hodensack ab der Pubertät im natürlichen Zustand mit Schamhaar bewachsen.
Ein Hodensack existiert bei den meisten Beuteltieren und höheren Säugetieren. Bei allen anderen Wirbeltieren einschließlich der Kloakentiere verbleiben die Hoden in der Körperhöhle. Seine Funktion ist noch nicht abschließend geklärt, wahrscheinlich dienen der Hodenabstieg und die Verlagerung der Hoden in den Hodensack dem Schutz der Spermien vor zu hohen Temperaturen in der Körperhöhle.

## Anatomie

### Makroskopische und mikroskopische Anatomie beim Menschen

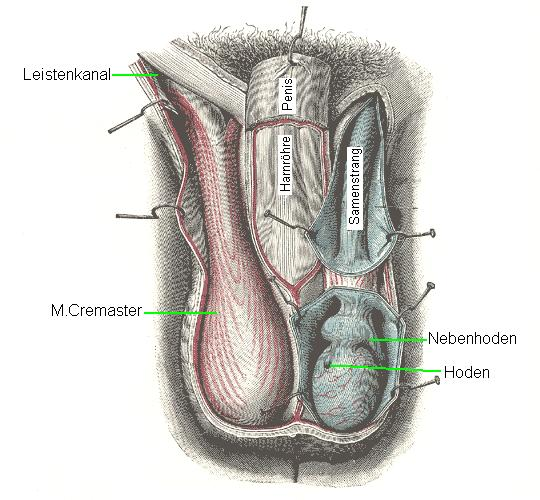
Skrotum und Hoden beim Menschen

Der Hodensack umschließt die Hoden und die Nebenhoden sowie die abführenden Samenstränge. Er ist ein mehrschichtiger Hautbeutel, der durch eine Zwischenwand (Septum scroti) in zwei Hälften geteilt ist, die im klinischen Sprachgebrauch auch als Skrotalfächer bezeichnet werden. Von außen ist diese Zweiteilung durch eine Art „Naht“ (Raphe scroti) zu erkennen. Die meist dunkel pigmentierte Haut ist behaart (Schamhaar) und enthält Schweiß- und Talgdrüsen sowie Nervenendigungen, die sie berührungsempfindlich machen (Erogene Zone). Die Unterhaut besteht aus einem Geflecht glatter Muskulatur und elastischer Fasern, weshalb sie als „Fleischhaut“ (Tunica dartos) bezeichnet wird. Unter der Tunica dartos liegt die Fascia spermatica externa.

Querschnitt durch den Scheidenhautfortsatz

1 Hoden
2 Nebenhoden
3 Hodengekröse
4 Organblatt der Scheidenhaut
   (Epiorchium)
5 Wandblatt der Scheidenhaut
   (Periorchium)
6 Cavum vaginale
7 Nebenhodengekröse
8 Fascia spermatica interna
Innerhalb des Hodensacks sitzen die Hoden und Nebenhoden in einer Hodenhöhle (Cavitas scroti). Die Hodenhöhle wird gebildet von einer Aussackung des Bauchfells und der inneren Rumpffaszie (hier als Fascia spermatica interna bezeichnet), den Scheidenhautfortsatz (Processus vaginalis). Der Scheidenhautfortsatz gehört zu den Hodenhüllen im Inneren des Hodensacks. Der Bauchfellanteil dieser Ausstülpung wird als Scheidenhaut (Tunica vaginalis testis) bezeichnet. Sie kleidet das Hodensackinnere aus (sogenanntes Wandblatt, Lamina parietalis oder Periorchium), stülpt sich dann als Doppellamelle ins Innere und überzieht als Eingeweideblatt (Lamina visceralis oder Epiorchium) den Hoden. Zwischen den beiden Blättern befindet sich ein sehr enger Spaltraum, das Cavum vaginale, das die Verschieblichkeit des Hodens im Hodensack sicherstellt. Das Eingeweideblatt bildet zwischen Hoden und Nebenhoden eine Rinne (Bursa testicularis). Die Verbindungsstelle zwischen den beiden Blättern ist das Hodengekröse (Mesorchium), welches der Befestigung des Hodens im Hodensack dient. Zudem kann ein bandartiger Rest des Bauchfells die Verbindung zum Bauchraum anzeigen. Der Hoden ist außerdem mit einem kurzen Band mit dem Nebenhoden verbunden (Hodeneigenband, Ligamentum testis proprium). Dieses setzt sich vom Nebenhodenschwanz als Nebenhodenschwanzband (Ligamentum caudae epididymidis) fort und befestigt den Hoden zusätzlich indirekt am Boden des Hodensacks.

### Muskulatur, Blutversorgung und Nerven
Der Hodenhebermuskel (Musculus cremaster) setzt am Scheidenhautfortsatz an. Er kann als Schutzvorrichtung den Hoden bei Berührung oder Kälte näher an die Bauchwand ziehen. Er besteht aus Muskelfasern, die aus dem Musculus obliquus internus abdominis und dem Musculus transversus abdominis, zwei Muskeln des Unterbauches, abzweigen. Sie begleiten den Samenstrang und heften sich an der die Hoden umgebenden Faszie (Fascia spermatica interna) an. Der Cremaster wird vom Ramus genitalis des Nervus genitofemoralis innerviert. Bei Nagetieren und Säugetieren mit saisonalem Hodenabstieg, selten auch bei einzelnen Individuen anderer Säugetiere, kann der Muskel den Hoden gänzlich in die Bauchhöhle zurückziehen („Pendelhoden“). Bei starker sexueller Erregung werden die Hoden ebenfalls kräftig zum Körper gezogen. Daran ist ein nahender Orgasmus erkennbar.

### Vergleichende Anatomie

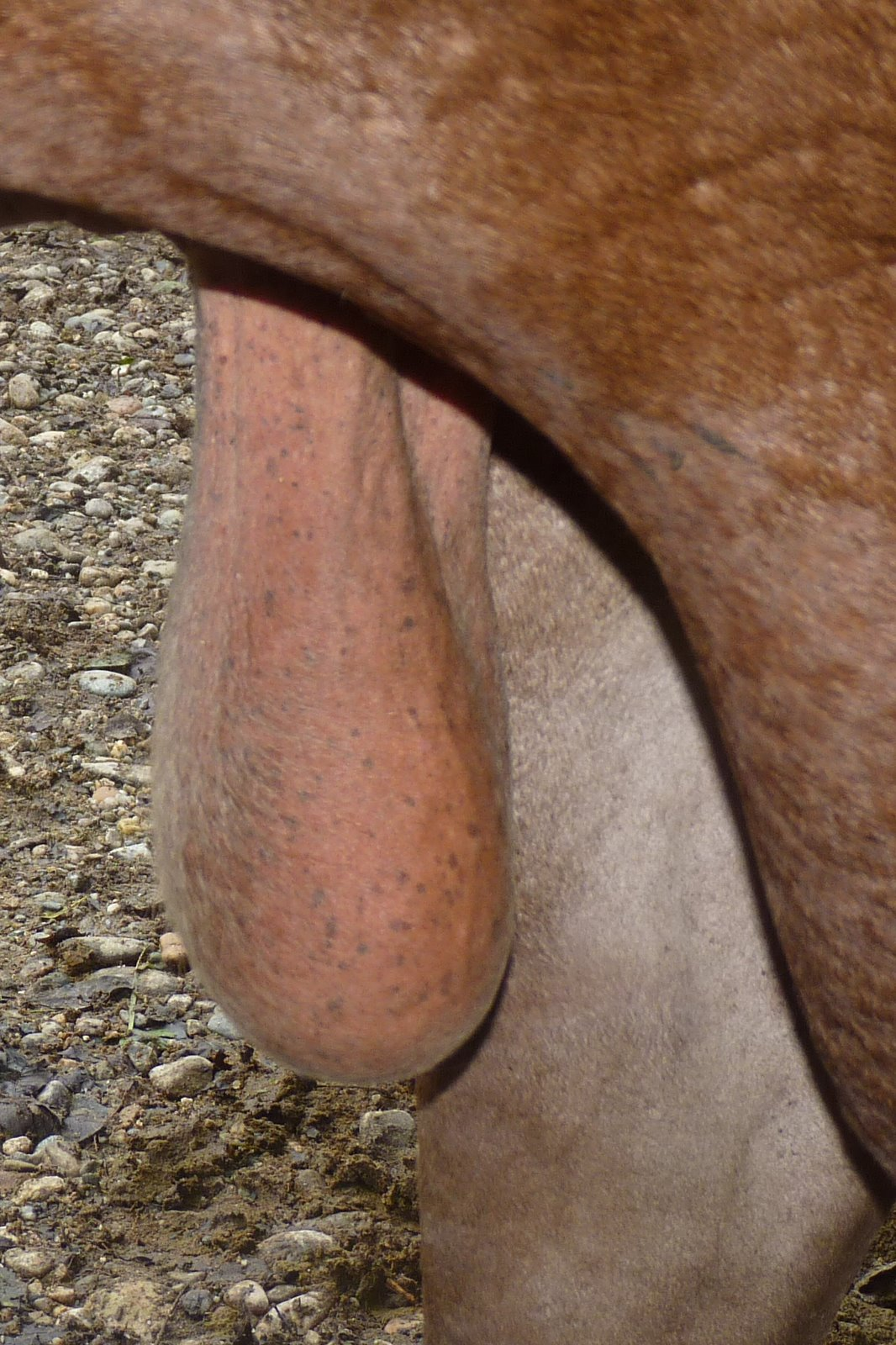
Hodensack eines Rinderbullen

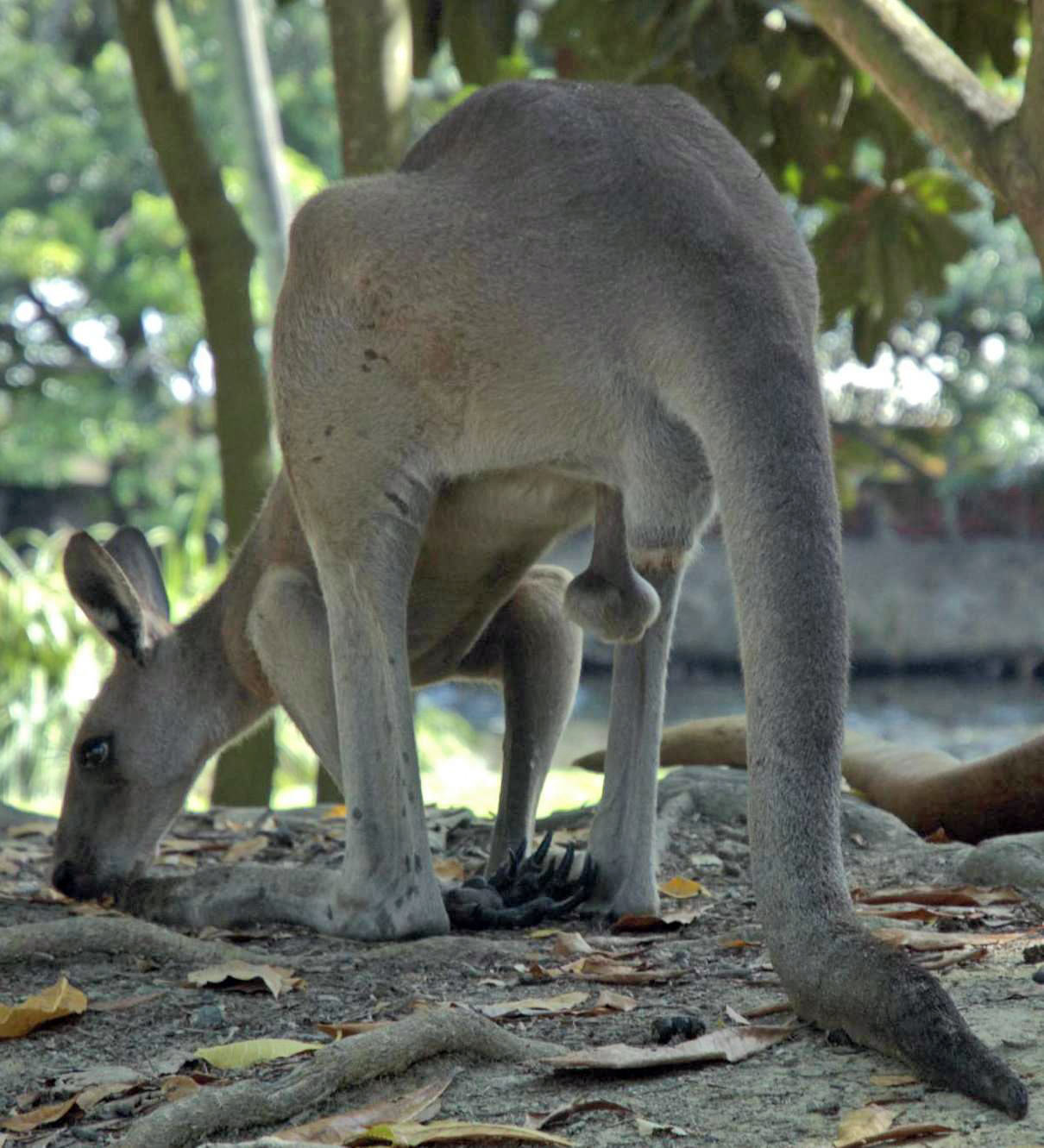
Männliches Känguru mit ausgeprägtem Hodensack

Ein Hodensack ist bei den meisten Beuteltieren und höheren Säugetieren mit Ausnahme derer ohne Hodenabstieg (Testiconda) ausgebildet, während die Hoden bei allen anderen Wirbeltieren einschließlich der Kloakentiere in der Körperhöhle verbleiben. Dabei kann unterschieden werden zwischen einem sitzenden Skrotum, bei dem sich die Hoden in einem Bindegewebslager unter der Haut am Körper anliegend befinden, und einem hängenden Scrotum, bei dem ein echter Beutel ausgebildet wird, der zwischen den Oberschenkeln hängt. Ein sitzendes Skrotum ist etwa bei den Schweinen und Flusspferden ausgebildet, während die meisten anderen Säugetiere einschließlich der Primaten ein hängendes Skrotum besitzen.
Bei den Beuteltieren wird diskutiert, ob der Beutel eine homologe Struktur zum Hodensack und den Großen Schamlippen weiblicher Säuger darstellt, da sich alle diese Strukturen im Bereich der Genitalwülste entwickeln. Dies wird bestärkt durch die Existenz eines rudimentären Beutels bei männlichen Beuteltieren vor dem Hodensack, wodurch jedoch maximal von einer partiellen Homologie ausgegangen wird. Eine Trennung in Beutel- und Hodensackgewebe erfolgt in der Entwicklung bereits vor der hormonellen Beeinflussung und wird direkt genetisch beeinflusst – bei Anwesenheit von nur einem X-Chromosom bildet sich ein Hodensack; sind zwei X-Chromosomen vorhanden, wird ein Beutel ausgebildet.

## Physiologie
Die Funktion des Skrotums ist noch nicht abschließend geklärt. Die am meisten verbreitete Hypothese geht davon aus, dass der Hodenabstieg und ihre Verlagerung in den Hodensack dem Schutz der Spermien vor zu hohen Temperaturen in der Körperhöhle dient.
Die Hoden werden im Hodensack zwei bis fünf Grad Celsius kühler als der Rest des Körperinneren gehalten. Diese Temperatur ist optimal für die Produktion von Spermien, ebenso für das Überleben bereits produzierten männlichen Samens. Die Hodentemperatur wird dadurch geregelt, dass sich der Hodensack bei Kälte zusammenzieht, wodurch sich die Abstrahlfläche für die Körperwärme verkleinert, und sich bei Wärme entspannt, wodurch sich die Abstrahlfläche vergrößert. Für die Temperaturregulation innerhalb des Hodensacks spielen weitere Mechanismen eine Rolle: Der Musculus cremaster kann den Hoden näher an den Körper ziehen, und Hodenarterie und -vene bilden ein Geflecht, das als Wärmeaustauscher fungiert.

## Ontogenetische Entwicklung
Der Hodensack bildet sich in der Embryonalentwicklung aus den Genitalwülsten, wobei ihm im weiblichen Geschlecht die großen Schamlippen (Labia majora) der Frau entsprechen. Die Genitalwülste verschmelzen beim männlichen Embryo zum Hodensack, wobei die Verschmelzungslinie als Skrotalseptum und von außen sichtbar als Raphe scroti erhalten bleibt, die sich hinter dem Hodensack in der Raphe perinei fortsetzt. 
Zum Ende der Embryonalentwicklung werden die Hoden beim Descensus testis („Hodenabstieg“) in den Hodensack verlagert, geleitet vom unteren Keimdrüsenband (Gubernaculum testis). Die Hoden sollten am Beginn des 8. Schwangerschaftsmonats im äußeren Leistenring liegen und bis spätestens Anfang des neunten Schwangerschaftsmonats sollte der Abstieg abgeschlossen sein, dies gilt als Reifezeichen des männlichen Neugeborenen. Beim Hodenabstieg bildet sich durch die begleitende Ausstülpung (Processus vaginalis) des Bauchfelles die Wand der Hodenhöhle (Cavum scroti). Die zunächst über den Leistenkanal bestehende Verbindung zur Bauchhöhle verödet dabei in der Regel, um einerseits die Entwicklung einer Skrotalhernie, andererseits einen Wiedereintritt des Hodens in den Leistenkanal zu verhindern.

## Erkrankungen und Verletzungen

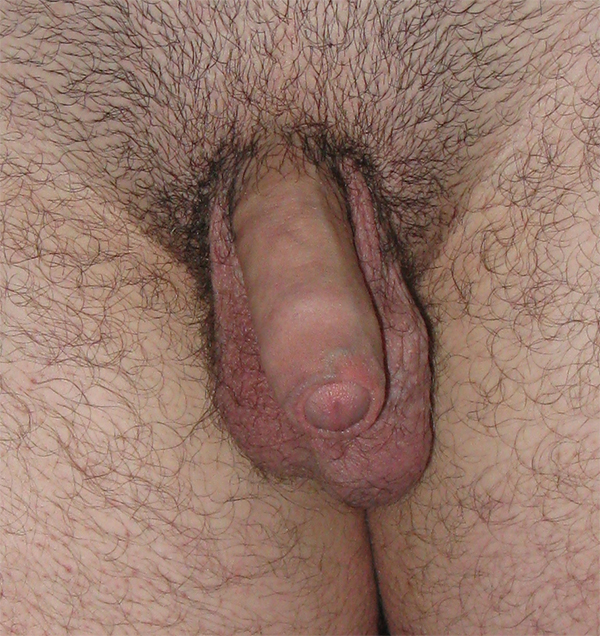
Deutliche linksseitig ausgeprägte Varikozele

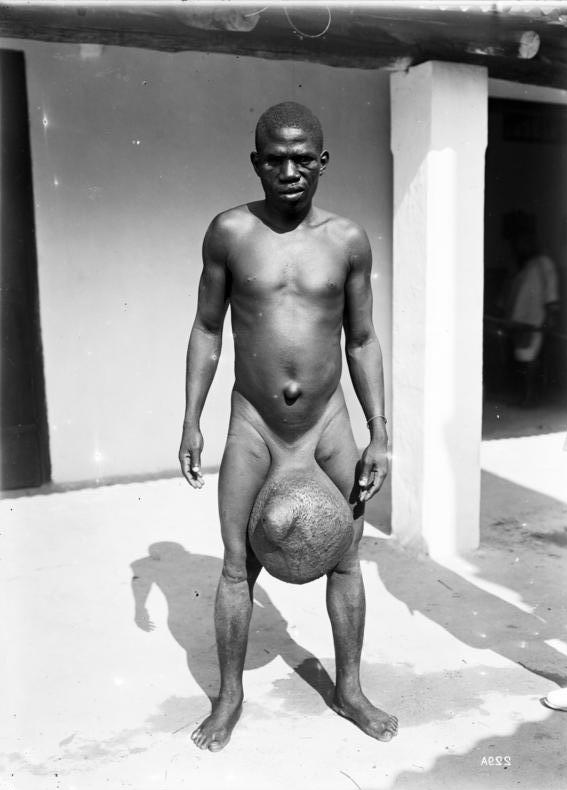
Ausgeprägte Elephantiasis des Hodensacks durch Lymphstau

Der Hodensack selbst ist als Haut- und Muskelsack nur von sehr wenigen Erkrankungen betroffen. Wie andere Gewebe kann er Entzündungen und andere hautspezifische Erkrankungen aufweisen. Krampfaderartige Erweiterungen der venösen Begleitgefäße, insbesondere im linken Skrotalfach, werden vor allem im Stehen als Varikozele sichtbar. Bei fettleibigen Männern kann eine Intertrigo auf das Skrotum übergreifen. Vor allem bei prädisponierten Personen können sich Abszesse der Haut als Skrotalabszesse manifestieren.
Der Hoden(sack)bruch (Hernia scrotalis oder Skrotalhernie) ist eine besonders schwere Sonderform des Leistenbruchs, bei der es zu einer Bruchbildung der festen äußeren Hülle des Hodensacks kommt und Teile der Eingeweide (Dünndarmschlingen) bis in den Hodensack einfallen können. Eine Skrotalhernie kann angeboren oder erworben sein. Flüssigkeitsansammlungen in der Hodensackhöhle führen zu einem Wasserbruch (Hydrocele testis), der ebenfalls entweder angeboren oder erworben sein kann. Dabei handelt es sich um einen krankhaften Erguss von seröser Flüssigkeit und eine Ansammlung in den Hodenhüllen oder auch im Samenstrang (Hydrocele funiculi spermatici). Die Folge ist eine starke Vergrößerung des Zwischenraums der Hodenhüllen.
Das skrotale Lymphödem, auch bekannt als skrotale Elephantiasis, ist eine massive Vergrößerung des Hodensacks durch Verdickung des Gewebes und Ansammlung von Flüssigkeit. Die meisten Fälle von skrotalen Lymphödemen werden durch Verstopfungen in den Lymphgefäßen verursacht, die den Abfluss von Flüssigkeit aus dem Bereich verhindern.
Eine von der Haut des Hodensacks ausgehende Krebserkrankung ist das Skrotalkarzinom, welches 1775, bei Schornsteinfegern auftretend, von Percivall Pott beschrieben wurde.

## Fehlbildungen und Lageanomalien
Fehlbildungen des Hodensacks umfassen verschiedene angeborene Störungen der anatomischen Entwicklung des Hodensacks. Dies reicht vom sehr seltenen vollständigen Fehlen des Hodensacks (Skrotumagenesie) über das halbseitige Fehlen (Hemiskrotum) und die Verlagerung einer Hodensackhälfte in die Leisten- oder Dammregion (Skrotumektopie) bis hin zur Mehrfachausbildung (Akzessorisches Skrotum), die gelegentlich vorkommen. Dabei können Fehlbildungen des Hodensacks gemeinsam mit anderen Fehlbildungen der Anorektalregion vorkommen.
Behandelt werden Fehlbildungen durch chirurgische Eingriffe wie etwa die Entfernung von Gewebe oder die Verlagerung von ektopem Gewebe.

## Kulturgeschichte

### Verwendung von Tierhodensäcken
Aus dem Skrotum von Tieren (zum Beispiel von Ziegenböcken) werden mitunter Beutel hergestellt, beispielsweise als Trinkflasche oder Geldbeutel. Daher leitet sich vermutlich der Begriff Bocksbeutel ab. Es gibt aber auch andere Hypothesen zur Etymologie dieses Wortes.

### Der Hodensack in Kunst und Kultur
In der Kunst und Kultur spielt der Hodensack als äußerlich sichtbares Geschlechtsorgan, in dem sich die Hoden befinden, eine Rolle. Im Gegensatz zum Phallus hat er jedoch, außerhalb der Erotik und Pornografie, keine zentrale Rolle. Allerdings können Darstellungen, bei denen der Hodensack und damit der Hoden besonders groß dargestellt wird, eine besondere Bedeutung als fortpflanzungsfähige oder sexuell besonders rege Wesen andeuten.
In der Japanischen Mythologie werden Tanuki, dem Marderhund ähnliche Dämonen (Yōkai), als Glückssymbol häufig mit übergroßen Hoden dargestellt. Das Wappen des italienischen Adelshauses Colleoni aus Bergamo zeigt mehrere Paar Hoden und stellt vermutlich eine Anspielung auf coglione dar, eine italienische Bezeichnung für Hoden.

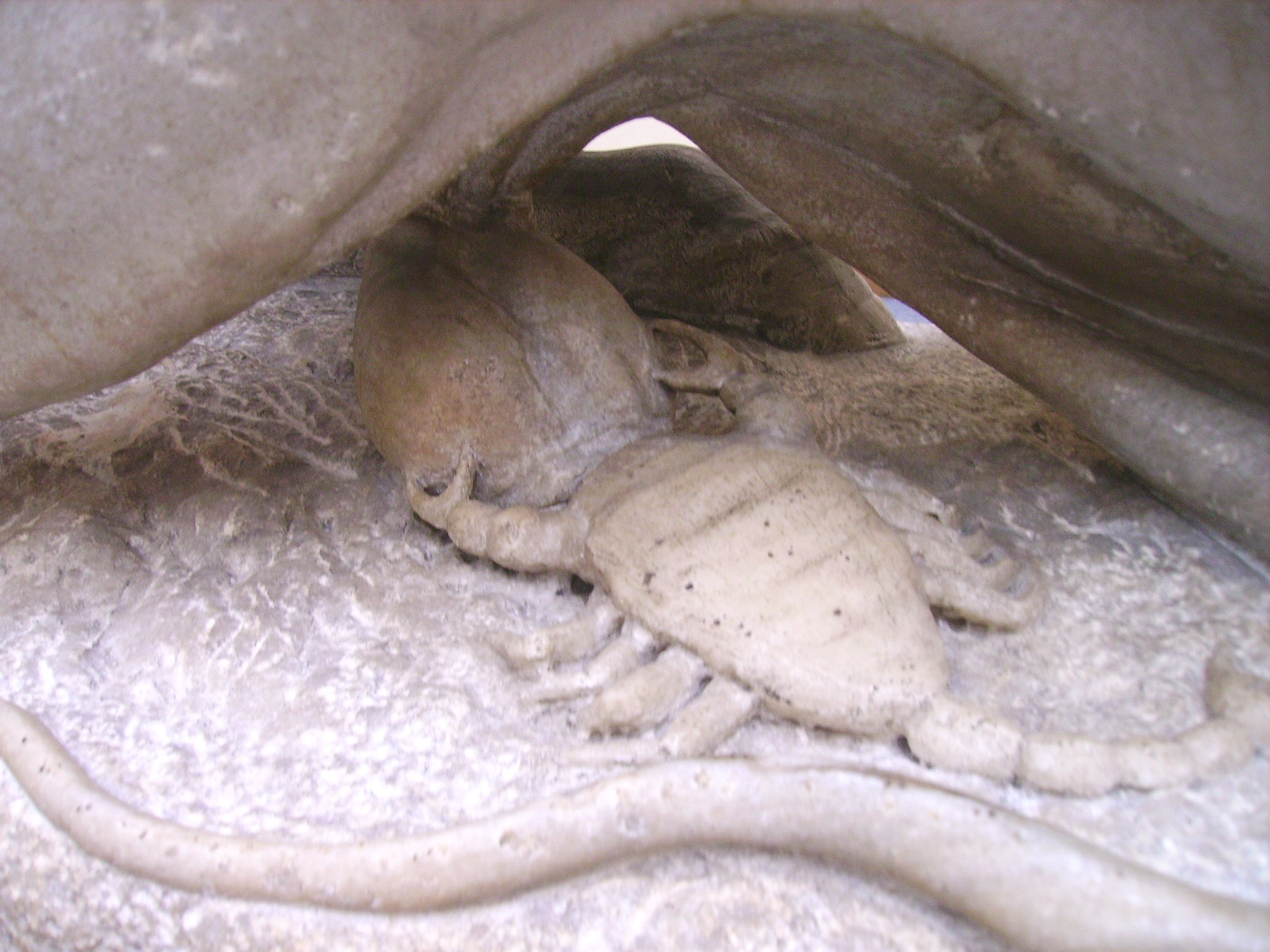
Detail der Statue Mithras tötet den Bullen mit einem Skorpion, der in das Skrotum des Bullen kneift, British Museum
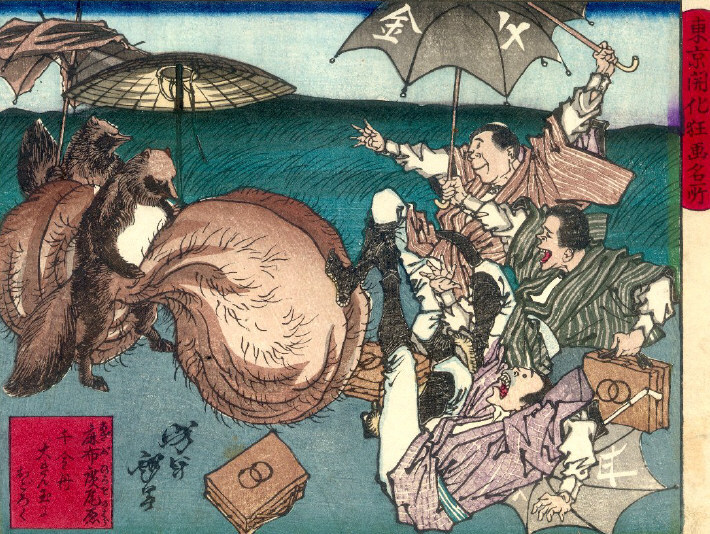
Tanuki auf einem Druck von Yoshitoshi (1881). Die Abbildung zeigt deutlich den für traditionelle Tanuki-Darstellungen typischen überdimensionierten Hodensack.
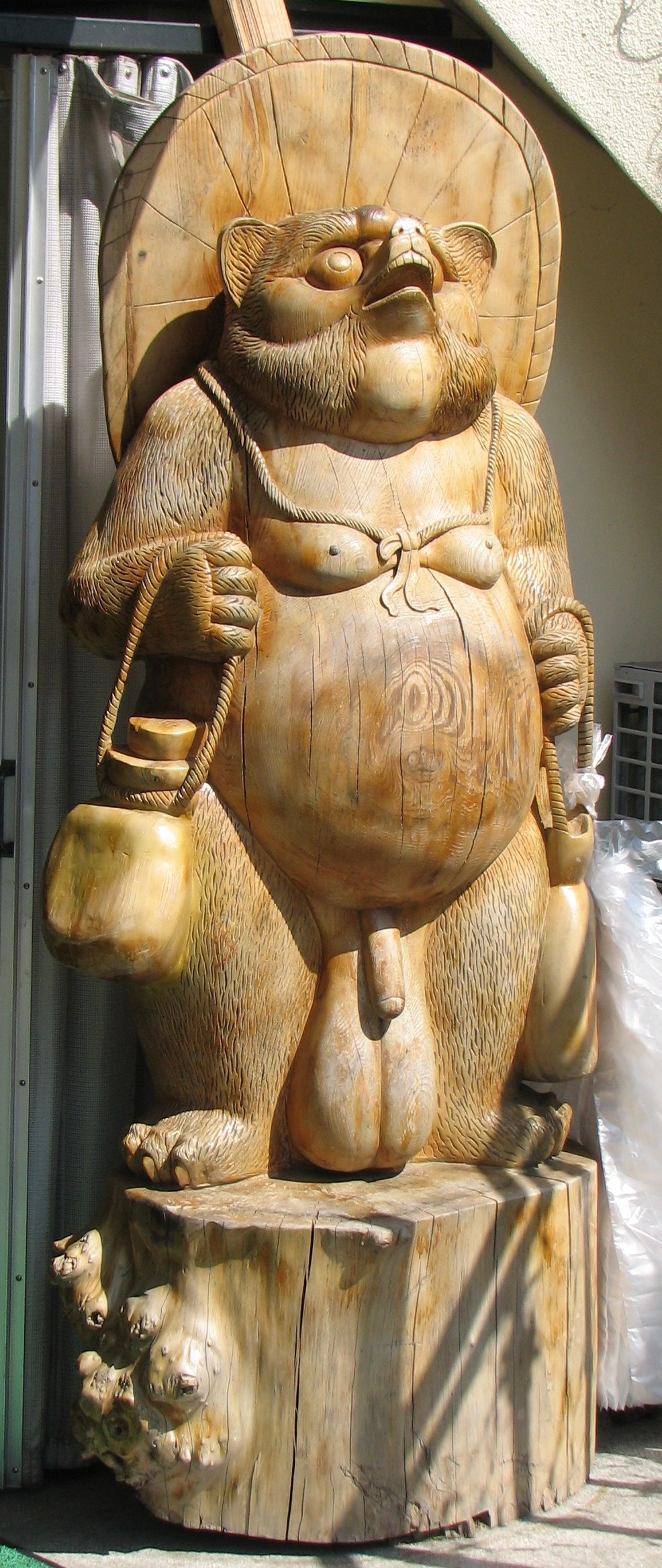
Tanuki-Statue in Unzen, Japan
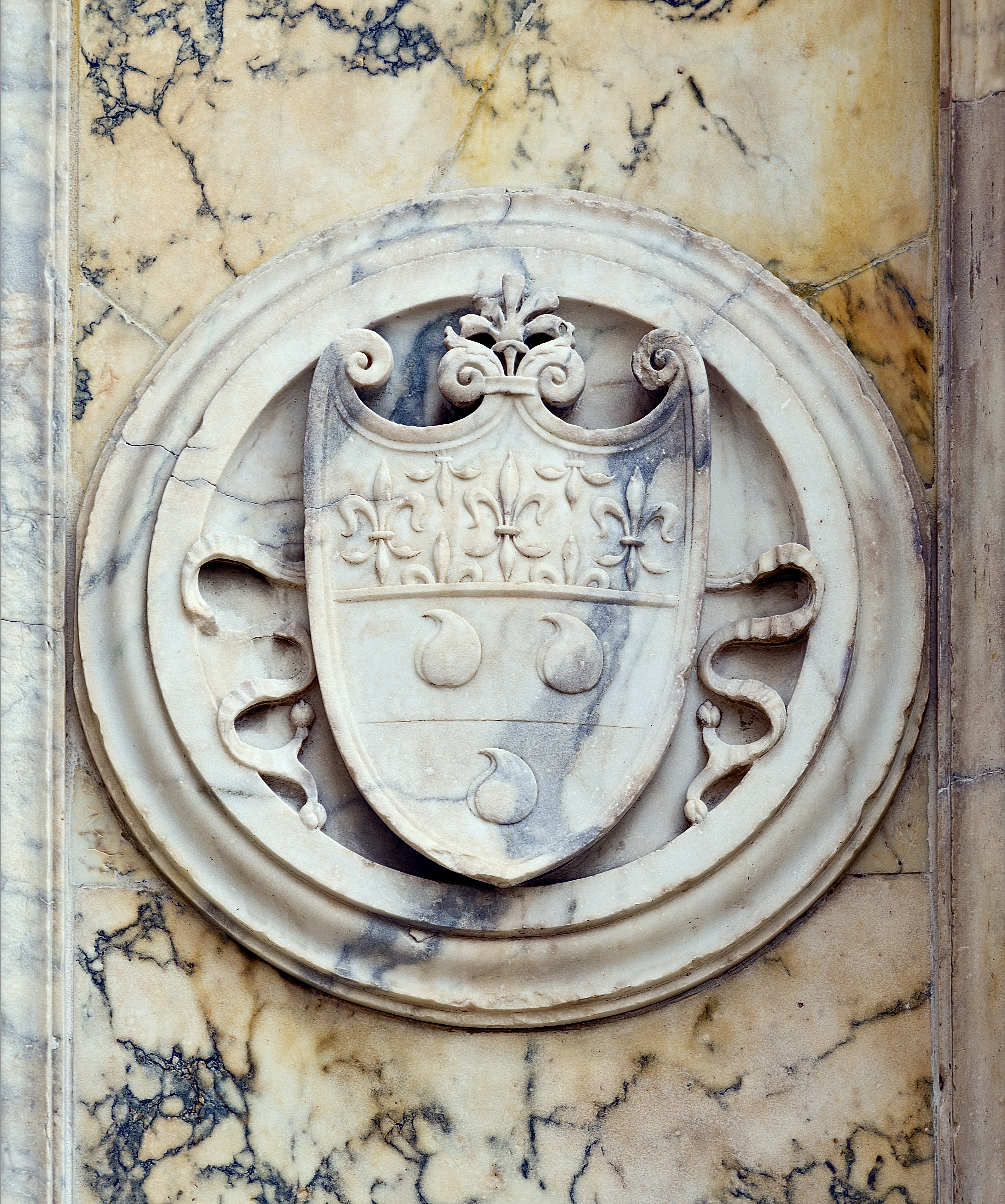
Stemma des italienischen Adelshauses Colleoni aus Venedig